# El Tintal
El Tintal es un sitio arqueológico maya ubicado en el departamento de Petén en Guatemala, y fue una ciudad de gran tamaño e importancia histórica en las tierras bajas mayas, con una ocupación larga que abarcó casi dos milenios, desde el periodo Preclásico Medio (1000 – 350 a. C.) hasta el Clásico Terminal (830 – 950 d. C.). El asentamiento conocido cubre un área de 25 km², donde se ha determinado la existencia de al menos 2,564 edificaciones, agrupadas en varios conjuntos arquitectónicos, y entre las que destacan tres grandes basamentos piramidales monumentales cuya altura supera la del dosel de la selva, y seis calzadas peatonales o sacbés, uno de los cuales, de 23 kilómetros de largo, conecta directamente a El Tintal con El Mirador hacia el norte, otro sitio arqueológico maya de gran importancia y monumentalidad.
La disposición urbana de El Tintal indica que su patrón de asentamiento fue establecido durante el periodo Preclásico, cuando las pirámides monumentales fueron construidas en y cerca de su centro, y que siglos más tarde, durante el periodo Clásico, registró modificaciones en esos grandes edificios y un aumento notable en su densidad urbana residencial. Asimismo, la evidencia arqueológica indica que El Tintal experimentó dos apogeos, uno en el Preclásico Tardío, y otro en el Clásico Tardío, y que para el final del siglo X d. C. habría sido abandonado.  
La existencia del yacimiento arqueológico fue reportada por Ian Graham en 1966, quien además le dio el nombre, y lo tomó de un campamento chiclero que se localizaba en la cercanía del asentamiento. Graham realizó también las primeras excavaciones arqueológicas en 1970, y desde entonces se realizaron investigaciones de forma intermitente hasta 2014, cuando las investigaciones intensivas iniciaron en el sitio, y que han continuado hasta 2021.           
Además de ser un lugar de interés para la investigación científica, El Tintal también es una atracción turística, y forma parte de un circuito de sitios arqueológicos ubicados en el norte de Petén, que son visitados regularmente por viajeros, turistas, y aventureros.

## Ubicación geográfica
El Tintal se ubica en el norte del departamento de Petén, en la zona de usos múltiples de la Reserva de la biosfera maya, a 17 km al noreste de la aldea moderna de Carmelita, y a 23 km al suroeste del sitio arqueológico El Mirador, en la jurisdicción del municipio de San Andrés. La ciudad está asentada a 280 metros s.n.m., encima de una meseta kárstica cubierta de bosque tropical seco, que se eleva sobre áreas de humedales estacionales llamados bajos.
El clima de la región es cálido durante todo el año, con una temperatura que varía de 18 °C a 35 °C, y que puede superar los 37 °C entre los meses de abril y mayo, que son los más cálidos en Guatemala.
La región donde se ubica El Tintal es de mucha importancia arqueológica, y posee además una gran riqueza natural representada en la diversa vida silvestre que la habita. En ella se localizan también El Mirador, Nakbé, y Wakná, tres sitios arqueológicos que al igual que El Tintal, poseen una arquitectura notable con pirámides monumentales y sacbés, y una ocupación larga iniciada en el periodo Preclásico.

## Historia antigua
La historia antigua de El Tintal comenzó más de 800 años antes de Cristo, en algún momento del Preclásico Medio, cuando un jefe tribal asentaba una aldea a orillas de la laguna Chacamat, y se extendió por casi dos milenios hasta el Clásico Terminal, cuando los últimos habitantes de una gran metrópoli marchita la abandonaban para buscar horizontes mejores. De los habitantes de esa aldea antigua se sabe muy poco, sin embargo dejaron suficientes restos de cerámica como para ser identificados en el registro arqueológico. En contraste, la gran metrópoli se manifiesta claramente en ese mismo registro, con una variedad amplia de restos de cultura material procedentes principalmente de los dos apogeos que experimentó El Tintal, el primero acaecido en el Preclásico Tardío, y el segundo en el Clásico Tardío, y que incluye edificios monumentales, grandes calzadas peatonales, restos abundantes de cerámica y lítica, tumbas, y restos conquiliológicos, entre otros.

### Una metrópoli del Preclásico Tardío

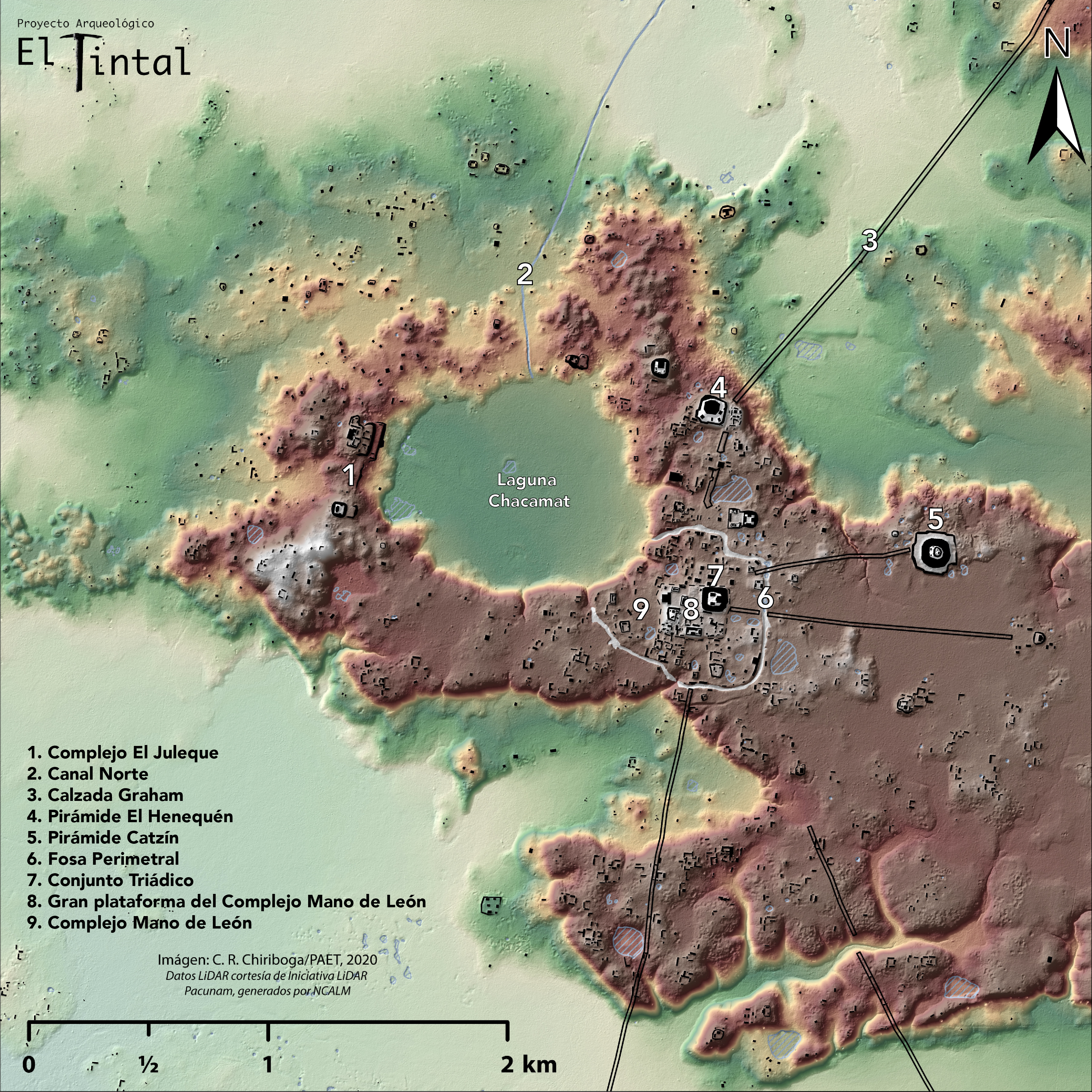
Mapa de la meseta donde se ubica el sitio arqueológico El Tintal, con el plano del asentamiento.

Los rasgos arquitectónicos y rellenos constructivos expuestos en las excavaciones arqueológicas, más los resultados del estudio de la cerámica y la datación por radiocarbono, revelaron una concentración notable de actividades culturales en el sitio a partir del siglo III a. C., sin embargo la identificación de cerámica del Preclásico Medio demostró que hubo una ocupación desde más temprano, en la que los primeros habitantes habrían alterado muy poco el paisaje natural original de la meseta donde se ubica el asentamiento. Sin embargo, es hasta el Preclásico Tardío cuando El Tintal empieza a convertirse en una ciudad vibrante, registrando un crecimiento poblacional notable alrededor de la laguna Chacamat, y la construcción de los proyectos arquitectónicos más importantes del asentamiento y de toda su ocupación, como las grandes pirámides monumentales Catzín, El Henequén, y el Conjunto Triádico, que dominaron el paisaje urbano, y la gran plataforma del Complejo Mano de León, que albergó el centro cívico-ceremonial del sitio. En la misma época, los habitantes de la ciudad construyeron un canal de 2.26 km de largo, denominado el Canal Norte, que funcionó como un sistema de manejo de agua que permitía el control del rebalse de la laguna Chacamat, así como una comunicación fluvial con un drenaje regional. En el Preclásico Tardío también se construyeron los seis sacbés del sitio, entre los que destaca la Calzada Graham, que es el sacbé de 23 kilómetros que sale del área central de El Tintal, y lo conecta directamente con El Mirador. Otro proyecto de gran escala de la misma época fue la Fosa Perimetral que rodeaba el centro cívico-ceremonial, y que según la evidencia arqueológica habría sido un rasgo que sirvió principalmente como foso defensivo, pero también como drenaje pluvial.

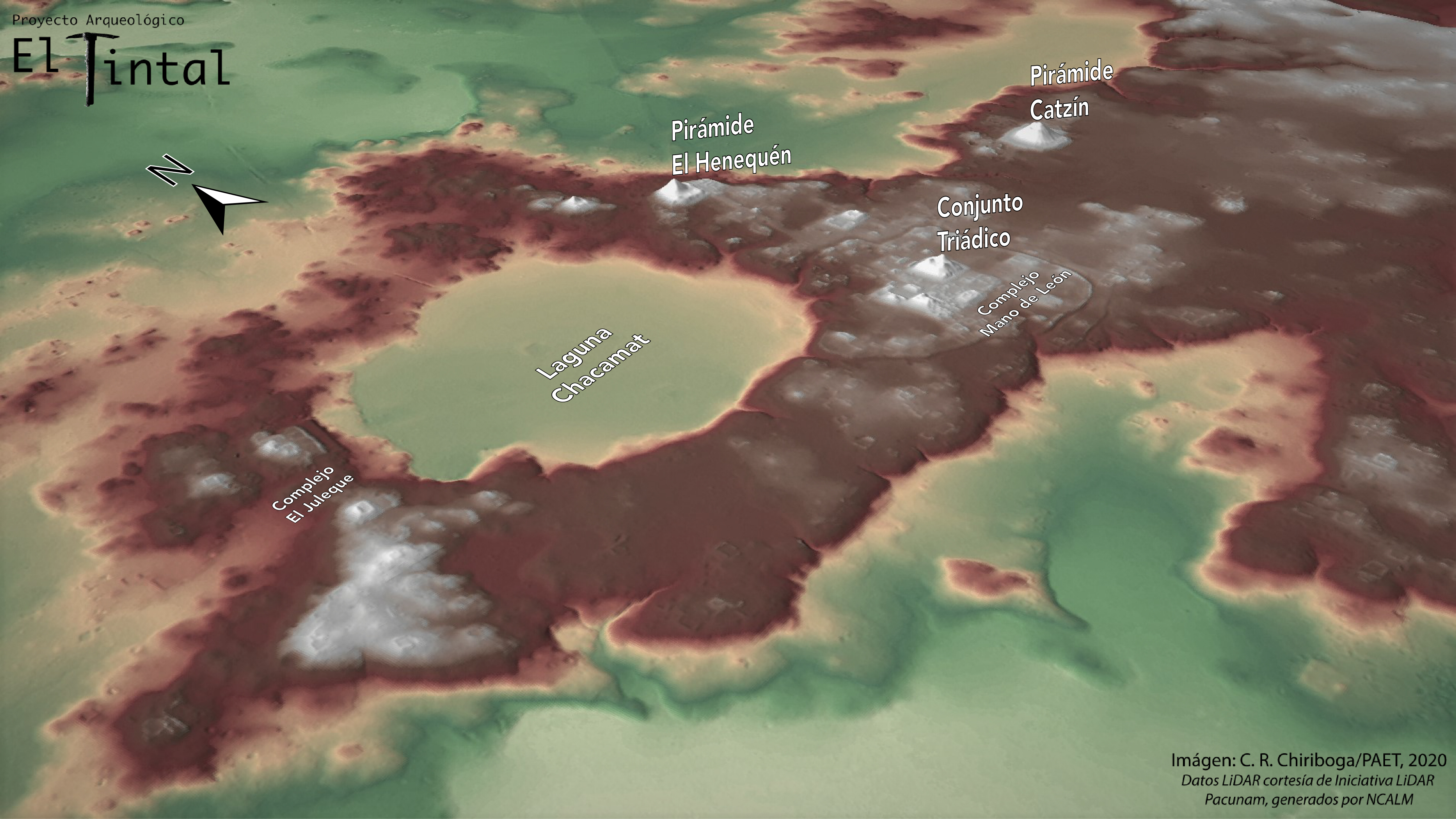
Imagen en perspectiva de la meseta de El Tintal.

Toda esta evidencia indica que El Tintal se formalizó como un asentamiento grande y organizado durante el Preclásico Tardío. La construcción de las pirámides monumentales, el Canal Norte, los sacbés, y la Fosa Perimetral, indican que la organización social y política de la ciudad era compleja y dinámica, y que el grupo gobernante tenía la capacidad para comisionar la construcción de obras de arquitectura monumental con funciones religiosas y políticas, y según una planificación urbana, así como la de obras públicas para el desplazamiento peatonal adentro y fuera del área urbana, para la comunicación e intercambio comercial con otras ciudades, para la defensa de la población, y para el mantenimiento sanitario de la ciudad.

### Decadencia y transición en el Clásico Temprano
Durante el siglo III d. C. en El Tintal, y en las otras ciudades de la región donde se ubica, cesó la construcción de edificios y disminuyó notablemente la producción de cerámica, lo que ha sido interpretado como una etapa de decadencia que marcó el final del periodo Preclásico, y el primer colapso que experimentó la cultura maya. Se ha propuesto que las causas de estos cambios a nivel regional fueron ambientales principalmente, y resultado del agotamiento y/o contaminación de algunos recursos naturales sobreexplotados durante siglos para construir y sostener a las ciudades monumentales, En El Tintal esto se manifestó en la eutrofización de la laguna Chacamat, lo que trajo consigo una reducción crítica de uno de los recursos más esenciales para el sostenimiento de la numerosa población de la ciudad. La reducción de los recursos naturales a nivel regional causaron una crisis social, económica, y política al mismo nivel, con un consecuente abandono parcial de las metrópolis como El Tintal, que habrían quedado con una población reducida que utilizaba los espacios y edificios viejos, pero sin realizar construcciones notables nuevas por los siguientes 350 años.
La identificación de una muestra pequeña de cerámica del período Clásico Temprano, indicó una ocupación baja en el sitio entre los siglos III y VI d. C. De esa época no hay evidencia de eventos constructivos significativos, y la producción material más discernible arqueológicamente es la cerámica, cuya homogeneidad con la producción cerámica de otros sitios de la región, indicó que la población mantuvo activas las vías de comunicación e intercambio comercial. Asimismo, la existencia durante esa misma época de una élite gobernante en El Tintal, fue sugerida por una tumba descubierta en el epicentro del Complejo Mano de León, cuyo rico ajuar funerario fue fechado para el Clásico Temprano, y cuya osamenta pudo haber sido de una persona importante dentro de la población de la ciudad, o incluso un gobernante propiamente dicho.
La evidencia arqueológica reveló que durante la segunda mitad del siglo VI d. C., al final del Clásico Temprano, iniciaron nuevamente las actividades de construcción en El Tintal. Las fechas más precisas para esta época procedieron del edificio denominado Selepan (estructuras 14N-1 y 14N-2), ubicado al oeste de la Plaza B dentro del Complejo Mano de León, en donde se determinó con base en dos fechas de radiocarbono, que una de sus fases constructivas fue realizada entre los años 550 y 610 d. C., directamente sobre una fase anterior del Preclásico Tardío. Mientras que la porción más representativa de la muestra cerámica del Clásico Temprano, procedió del Complejo El Juleque, localizado en la orilla occidental de la laguna Chacamat, y al oeste del Complejo Mano de León, lo que sugirió que la población se pudo haber concentrado principalmente en ese sector de la ciudad debido a su cercanía con lo que habría sido la parte más profunda de la laguna, y por lo tanto la que acumulaba más agua.

### Resurgimiento y segundo apogeo en el Clásico Tardío

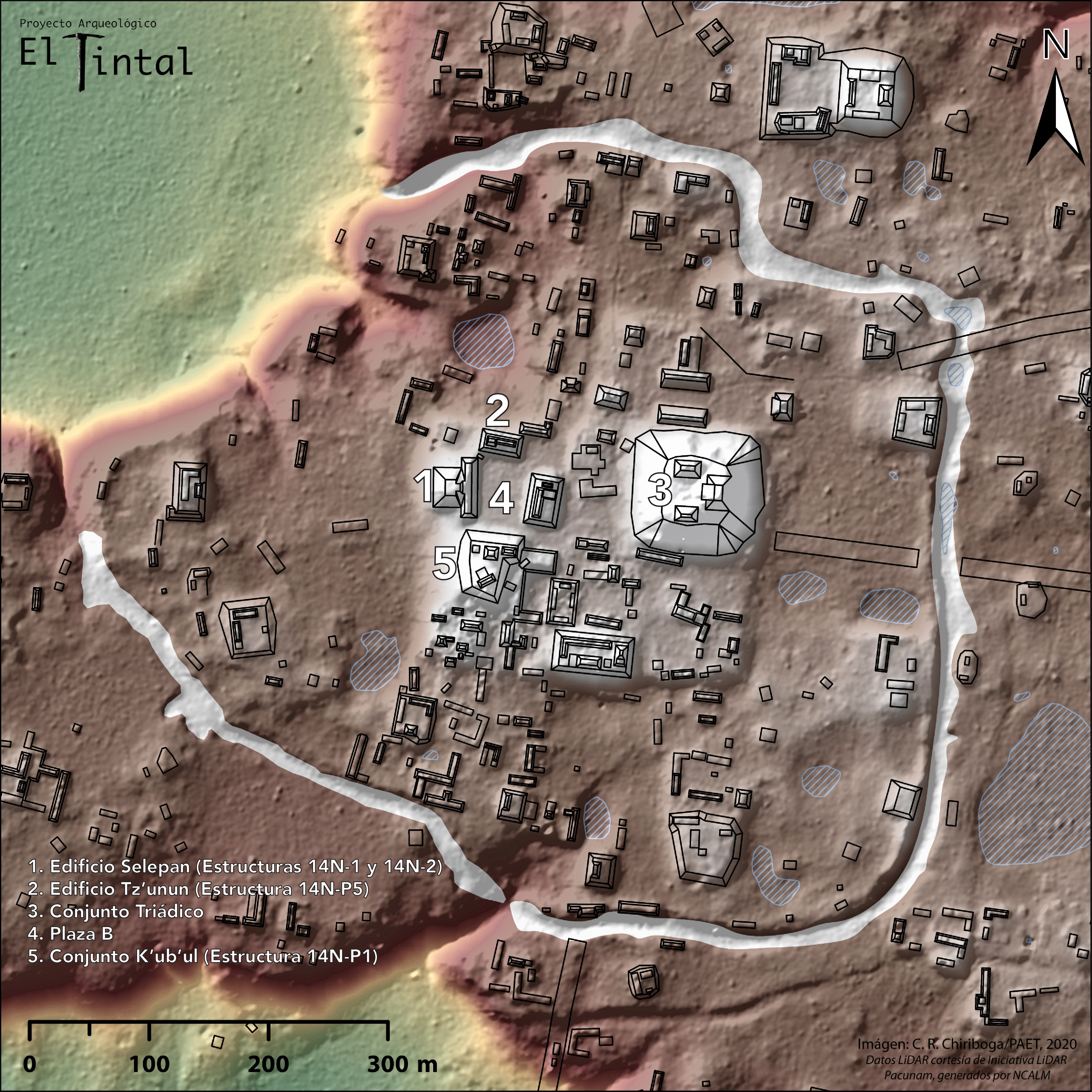
Mapa del Complejo Mano de León, centro político y ceremonial de El Tintal.

En el siglo VII d. C. se registró un repoblamiento en El Tintal, probablemente como resultado de un incremento demográfico a nivel regional, así como de un proceso de inmigración hacia la ciudad. El aumento de la población se manifestó a través de la expansión territorial del asentamiento, de la construcción de edificios nuevos y la remodelación de antiguos, tanto en las áreas cívico-ceremoniales como en las residenciales, y de un aumento de la producción de cerámica y de las herramientas de lítica, lo que evidenció en conjunto un resurgimiento económico y cultural que resultaría en el segundo apogeo de la ciudad.
En esta nueva época de prosperidad, que duró dos siglos aproximadamente, la producción cerámica de El Tintal se conformó a los estilos regionales, pero con algunas adaptaciones locales, y en ella hay evidencia de escritura jeroglífica, que parece haberse aplicado solamente a las vasijas, y probablemente a otros objetos portátiles, ya que en el sitio no hay evidencia de estelas talladas. Asimismo, la ciudad expandió sus redes de comunicación e intercambio comercial, para obtener materias primas y mercancías foráneas de fuentes dispersas y lejanas, como la obsidiana, el basalto, y la pirita de las tierras altas de Guatemala, el jade de la región de la Sierra de las Minas, el granito y el pedernal de Belice, y los caparazones de gasterópodos de los litorales Atlántico y Pacífico. Además, el resultado del análisis por activación neutrónica indicó que El Tintal comerció cerámica con diferentes regiones del área maya.
Las excavaciones arqueológicas revelaron que en el Complejo Mano de León se construyeron edificios nuevos y se remodelaron los antiguos, y que aquellos que rodeaban a la Plaza B conformaron el área residencial y administrativa de un grupo dominante de élite, cuyos miembros fueron probablemente los mismos gobernantes de la ciudad. El Conjunto K’ub’ul (estructura 14N-P1), que delimitaba a la Plaza B por el sur, fue la segunda construcción más grande en el Complejo Mano de León, y se caracterizó en el Clásico Tardío por su arquitectura sofisticada, y sus esculturas de estuco modelado polícromo en bajo relieve. El edificio Selepan (estructuras 14N-1 y 14N-2), que definía el límite oeste de la Plaza B con su edificio alargado frontal, posiblemente sirvió como área administrativa y ritual. Mientras que Tz’unun (estructura 14N-P5), el edificio que delimitaba a la Plaza B por el norte, tuvo tres cuartos amplios que albergaron tumbas contiguas debajo de sus pisos, y pudo haber sido la residencia de la familia del gobernante.
En esta época, la laguna Chacamat continuó siendo una fuente de agua para el asentamiento, pero debido a su reducción por el proceso de eutrofización, los habitantes usaron más intensivamente el agua almacenada naturalmente en aguadas y civales, y construyeron también reservorios y chultunes para captar y almacenar agua de lluvia.
En el Complejo El Juleque, ubicado afuera del área central del sitio y al oeste de la laguna Chacamat, se construyó otro sector cuya arquitectura elaborada indicó su importancia política y económica en la ciudad, y que albergó probablemente a un grupo de élite pero de rango inferior al del gobernante. Las excavaciones revelaron que los habitantes del sector vivían e interactuaban en edificios de mampostería caliza, abovedados o terraceados, y enlucidos con estuco, y que además tenían acceso a objetos portátiles valiosos como la cerámica polícroma. De hecho, estos rasgos no solo se observaron en el Complejo El Juleque, pero también en otros grupos residenciales por todo el sitio, lo que indicó que un gran porcentaje de la población de la ciudad tuvo acceso a bienes materiales no solamente útiles pero también apreciados por su estética, y a viviendas sólidas y poco perecederas, edificadas con las mejores técnicas de construcción del Clásico Tardío.

### Ocaso y abandono en el Clásico Terminal
El Tintal experimentó un segundo proceso de decadencia que inició en el siglo IX d. C., y que terminó con el abandono de la ciudad cien años más tarde. Este declive fue parecido al del Preclásico Tardío, pero intensificado por conflictos armados crónicos regionales, que finalmente propiciaron una crisis social y política aguda generalizada, que dio como resultado el abandono total de varias ciudades grandes. Ya que El Tintal no tiene monumentos con inscripciones jeroglíficas talladas, no se ha podido colocar con certeza en el mapa político de las tierras bajas mayas del Clásico Terminal, que está basado en la evidencia histórica epigráfica de toda la región; por ello no se ha podido inferir como fue su participación en los conflictos de la época, sin embargo en el sitio se detectaron arqueológicamente cambios importantes en el uso de los espacios y edificios públicos de su centro, que indicaron una marcada falta de mantenimiento, y la pérdida de su carácter político y religioso, lo que sugirió un proceso de decadencia y abandono gradual en la ciudad, que resultó probablemente de la crisis generalizada del Clásico Terminal.
En esta época de decadencia, los edificios administrativos del Complejo Mano de León fueron perdiendo relevancia a tal grado que ya no se les dio mantenimiento, sus fachadas fueron desmanteladas parcialmente, y comenzaron a albergar actividades lúdicas como el patolli. Asimismo, varias construcciones se dejaron a medio terminar, y en la Plaza B se formó un vertedero de basura. Aunque los artefactos cerámicos y algunas fechas de radiocarbono indicaron que la ciudad mantuvo una población durante todo el Clásico Terminal, para finales del siglo X d. C. la ciudad yacía en silencio y la selva la comenzaba a reclamar.

## Historia contemporánea

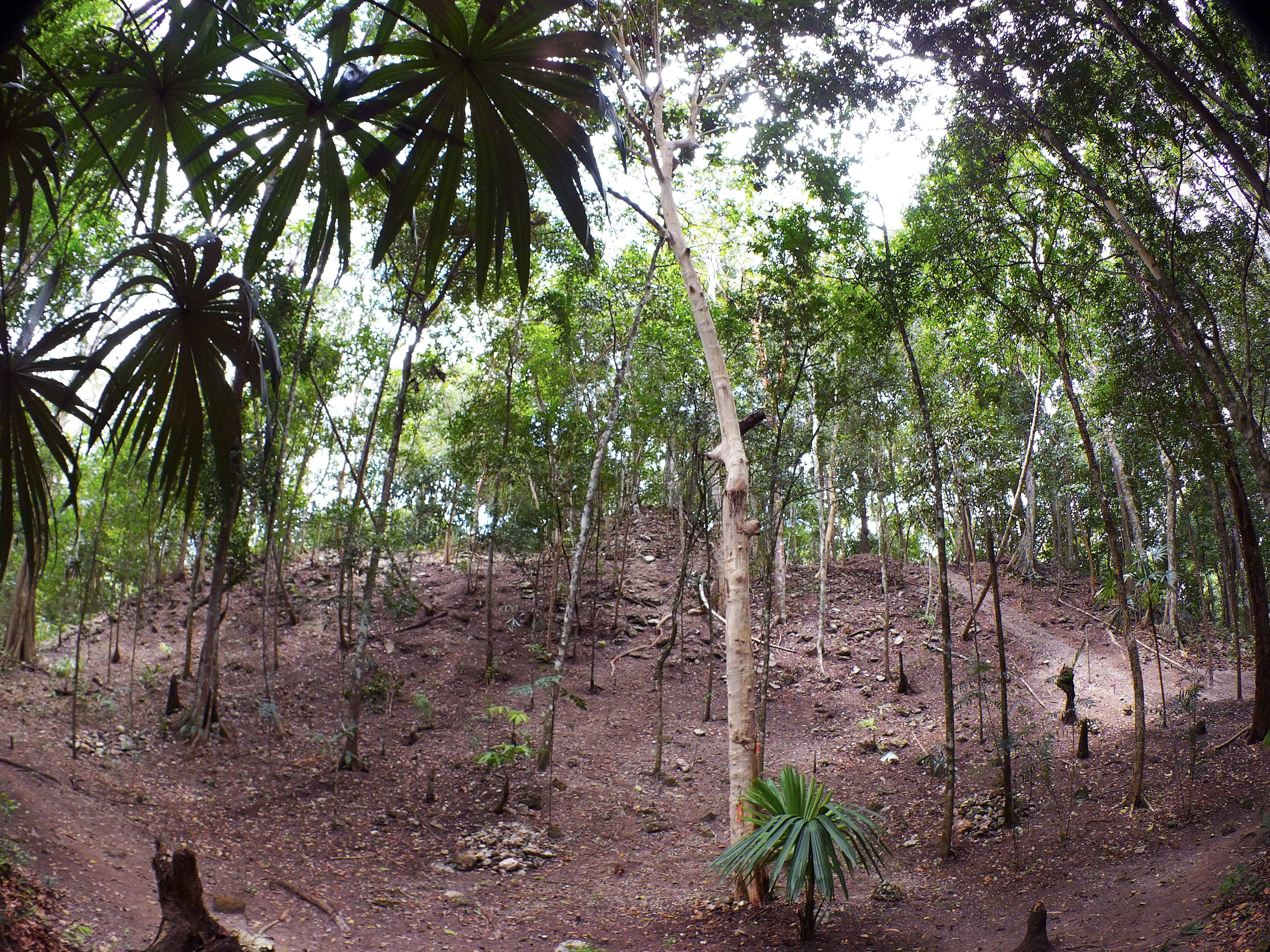
La estructura 14N-P1, conocida como Conjunto K’ub’ul, mostrando los efectos del intemperismo, la sedimentación, y el crecimiento vegetal que la afectaron por siglos.

Con el abandono de El Tintal en el siglo X d. C., comenzó la recuperación forestal de la meseta donde se asentó por tantos siglos, y con ello su registro arqueológico entró en una fase de formación natural, que involucró el crecimiento vegetal y los efectos del intemperismo. Mientras el bosque se iba formando sobre la ciudad, la lluvia y el viento meteorizaban la piedra caliza de sus edificios, y una capa de humus se fue depositando gradualmente sobre ellos, y sobre los patios y las plazas. Este proceso, que se repitió ininterrumpidamente por siglos, hizo colapsar a los edificios, y cubrió con sedimentos y con una espesa cobertura boscosa a toda la ciudad, que, una vez metrópoli, se volvió el hogar de una diversa vida silvestre ajena por mil años a las actividades humanas, hasta la llegada de los chicleros en el siglo XX.

### El Tintal en elsigloXX
En 1925 se estableció el campamento chiclero que fue el origen de la actual aldea de Carmelita, y dado que las operaciones de extracción de la resina del chicozapote demandaban entrar profundamente en la selva, en los años posteriores se establecieron otros campamentos a kilómetros del original que incluyeron uno llamado Tintal, ubicado a 800 metros de la pirámide El Henequén y a 1.5 kilómetros del Complejo Mano de León. Dada esa cercanía, y a que los campamentos eran habitados durante varios meses al año, los chicleros habrían sido los primeros seres humanos en visitar el antiguo asentamiento con regularidad, después de su abandono diez siglos atrás, e iniciar con ello una nueva fase cultural en su registro arqueológico.
En 1951 el investigador Heinrich Berlin visitó el campamento, y lo reportó en una publicación científica, sin embargo no mencionó al sitio arqueológico, o alguno de sus edificios. La existencia del sitio fue reportada hasta 1966 por Ian Graham, quien le puso el nombre del campamento chiclero ubicado en la cercanía, y quien cuatro años más tarde, en 1970, realizaría las primeras excavaciones arqueológicas, iniciando con ello la investigación científica de El Tintal, que por varias décadas fue intermitente. En 1979, el Proyecto Arqueológico Cuenca Mirador inició una serie de intervenciones en el sitio, que involucraron excavaciones, reconocimiento, y mapeo, y que sucedieron intermitentemente hasta inicios del siglo XXI.

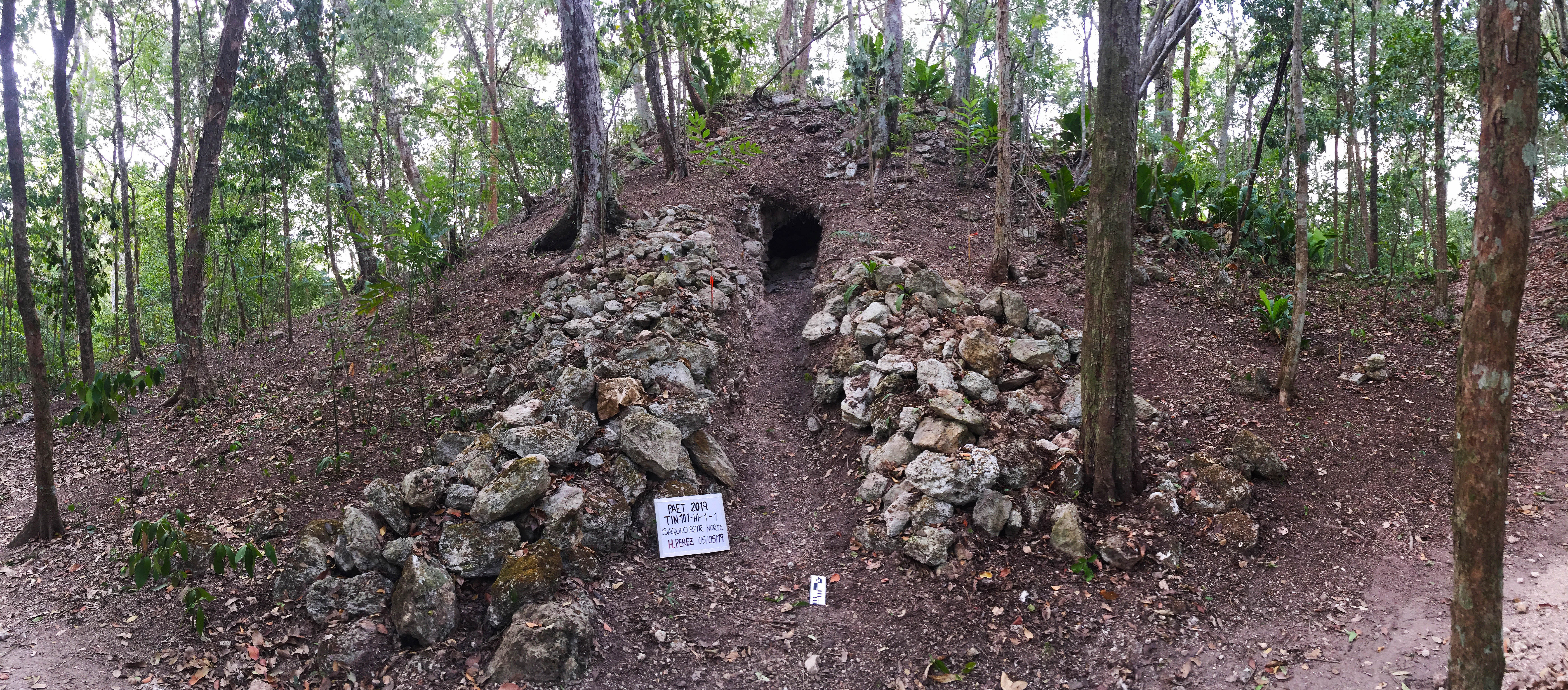
La estructura 14N-IIA, mostrando los efectos destructivos del expolio arqueológico.

Además de la investigación científica de El Tintal, en los años setenta del siglo XX inició también el expolio arqueológico de sus edificios, intensificándose con el pasar de los años hasta volverse una actividad bien organizada, que empleaba a decenas de saqueadores que excavaban al mismo tiempo, y una logística eficiente que permitía sacar de la selva con regularidad, a las numerosas piezas arqueológicas extraídas. Esta actividad dañó permanentemente a la mayoría de los edificios, y destruyó en mayor o menor medida su registro arqueológico original, y además intensificó la caza furtiva y el tráfico de especies animales y vegetales en la región del sitio. Estas actividades ilegales bajaron de intensidad hasta la creación de la Reserva de la Biósfera Maya en los años noventa, y la consecuente aplicación de un programa de guardianía y monitoreo del patrimonio cultural y natural de la región. 
Además del chicle, en el área del asentamiento también se ha extraído controladamente, el xate, una planta ornamental, y la pimienta gorda, una especia muy apreciada. En 1997 el gobierno de Guatemala otorgó a la aldea de Carmelita una concesión forestal, cuya área incluyó a El Tintal. Desde sus inicios, la concesión no ha realizado ninguna operación maderera en el sitio, sin embargo sí ha participado directamente en la protección, manejo, y conservación del patrimonio cultural y natural que alberga el asentamiento.

### El Tintal en elsigloXXI

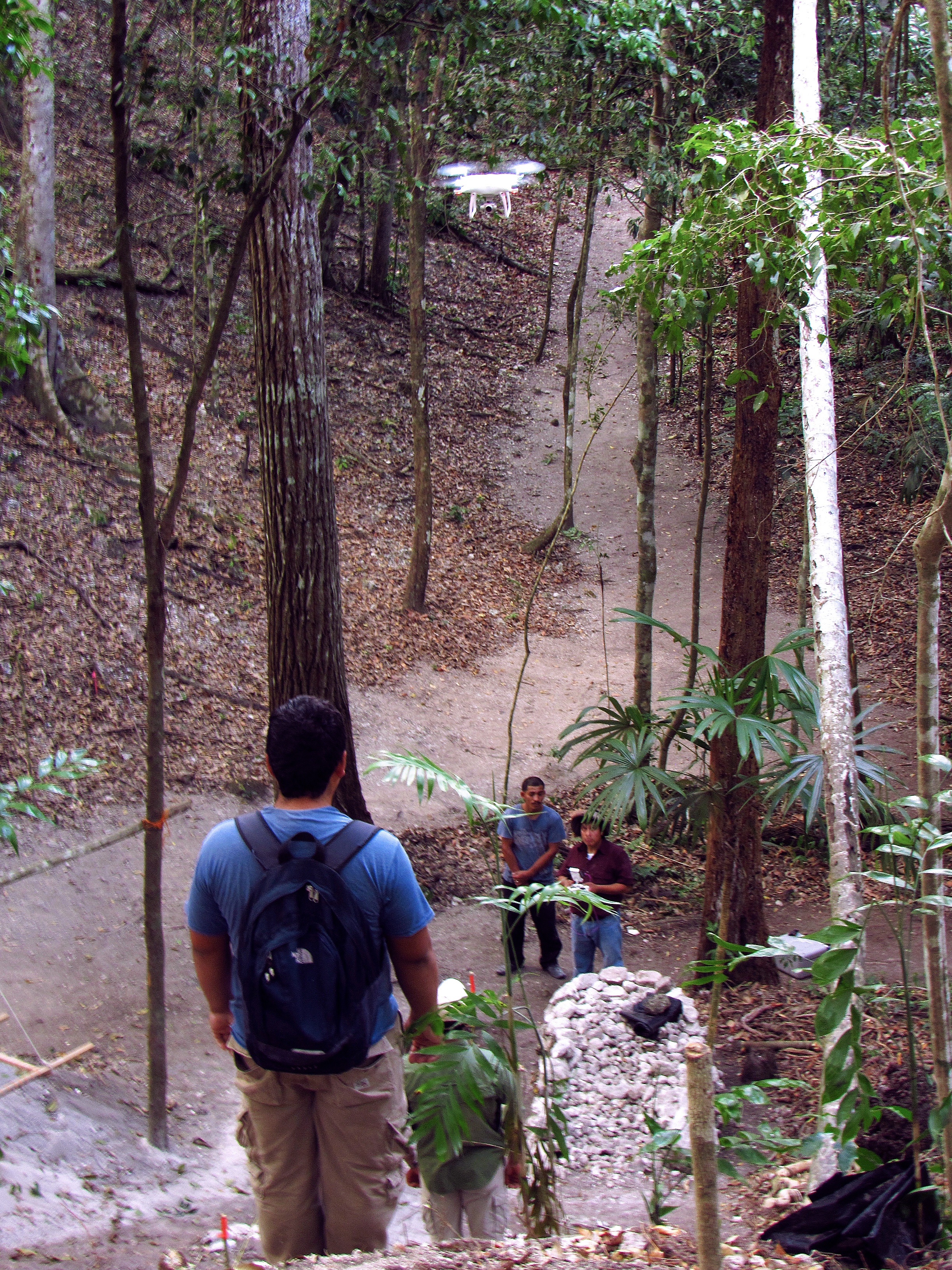
Proceso de toma de fotografías aéreas con un drone, de una excavación arqueológica en el Tintal. La fotografía aérea con drone, es una de las tecnologías de inicios del que se han empleado en la investigación del sitio.

Entre 2000 y 2014 el Proyecto Arqueológico Cuenca Mirador continuó sus intervenciones en el sitio, publicando en 2005 el mapa esquemático más completo hasta ese momento, y realizando ocho años más tarde el primer levantamiento topográfico del área central. En 2014 el Proyecto Arqueológico El Tintal inició un programa de investigaciones intensivas en el sitio, con un componente de trabajo en laboratorio. Estas actividades han continuado ininterrumpidamente hasta 2020, y han incluido mapeo, excavaciones, y análisis de artefactos arqueológicos, entre otros.
Debido al gran interés que despertó El Mirador en el público general desde finales del siglo XX, en el siglo XXI El Tintal es visitado regularmente por viajeros, turistas, y aventureros, quienes pasan por el sitio de camino a su vecino del norte. En El Tintal los visitantes tienen la oportunidad de ver la rica vida silvestre que lo habita, y subir a sus templos para apreciar desde ahí las vistas sobre el dosel de la selva.